# Dynatoi
Die Dynatoi (griechisch: δυνατοί, Einzahl Δυνατός „die Mächtigen“) waren im Byzantinischen Reich ein juristischer Sammelbegriff für die ranghöchsten zivilen, militärischen und kirchlichen (einschließlich klösterlichen) Würdenträger, die meist, aber nicht ausschließlich, über beträchtlichen Reichtum und große Landgüter verfügten. Obwohl diese Ämter formal nicht erblich waren, begannen sie sich im späten 10. und frühen 11. Jahrhundert in den Händen weniger Familien zu konzentrieren, die bis zur Mitte des 11. Jahrhunderts eine quasi-erbliche Aristokratie bildeten.
In wirtschaftlicher Hinsicht umfasste der Stand der Dynatoi vor allem die wohlhabenden Großgrundbesitzer im Gegensatz zu den mittleren und kleinen Grundbesitzern, den sogenannten Penetes (πένητες). Die Dynatoi stammten oft aus alten Militärfamilien, die im Zuge der Einfälle des 7. und 8. Jahrhunderts in Kleinasien aufgegebene Ländereien in Besitz nehmen konnten. Mit der Erholung der byzantinischen Militärmacht ab dem 9. Jahrhundert wurden diese Gebiete wieder lukrativ, wodurch sich in den Provinzen bedeutende Magnatenfamilien – etwa die Phokaden und Maleinoi – herausbildeten, die in der ersten Hälfte des 10. Jahrhunderts nahezu alle hohen Verwaltungs- und Militärposten in Kleinasien besetzten.
Die dynatoi nutzten ihren politischen und finanziellen Einfluss, um sich auf Kosten der Penetes weiter zu bereichern, welche zuvor das Rückgrat von Gesellschaft und Wirtschaft gebildet hatten. Kaiser von Romanos I. Lekapenos (reg. 920–944) bis Basil II. (reg. 976–1025) erließen daher wiederholt Agrargesetze, um die Ausdehnung des dynatoi’schen Großgrundbesitzes und insbesondere den Erwerb der stratiotika ktemata – der den Themenarmeen zur Versorgung zugewiesenen Militärländereien – zu unterbinden. Basil II. führte zudem die sogenannte Allelengyon („gegenseitige Garantie“) ein, durch die die Dynatoi verpflichtet wurden, die Steuerlast ihrer ärmeren Nachbarn mitzutragen.
Letztlich konnten diese Maßnahmen das Vordringen einer neuen Provinzaristokratie unter Führung der Komnenen im 12. Jahrhundert nicht aufhalten; großflächige Latifundien verdrängten zunehmend kleinere Gemeinden. Ihren Höhepunkt erreichte der Einfluss der Dynatoi schließlich in der Palaiologen-Zeit (1261–1453), einhergehend mit einem spürbaren Rückgang der Zentralgewalt.